# Kaysone Phomvihane

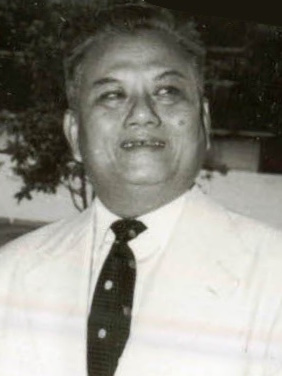
Kaysone Phomvihane, 1978

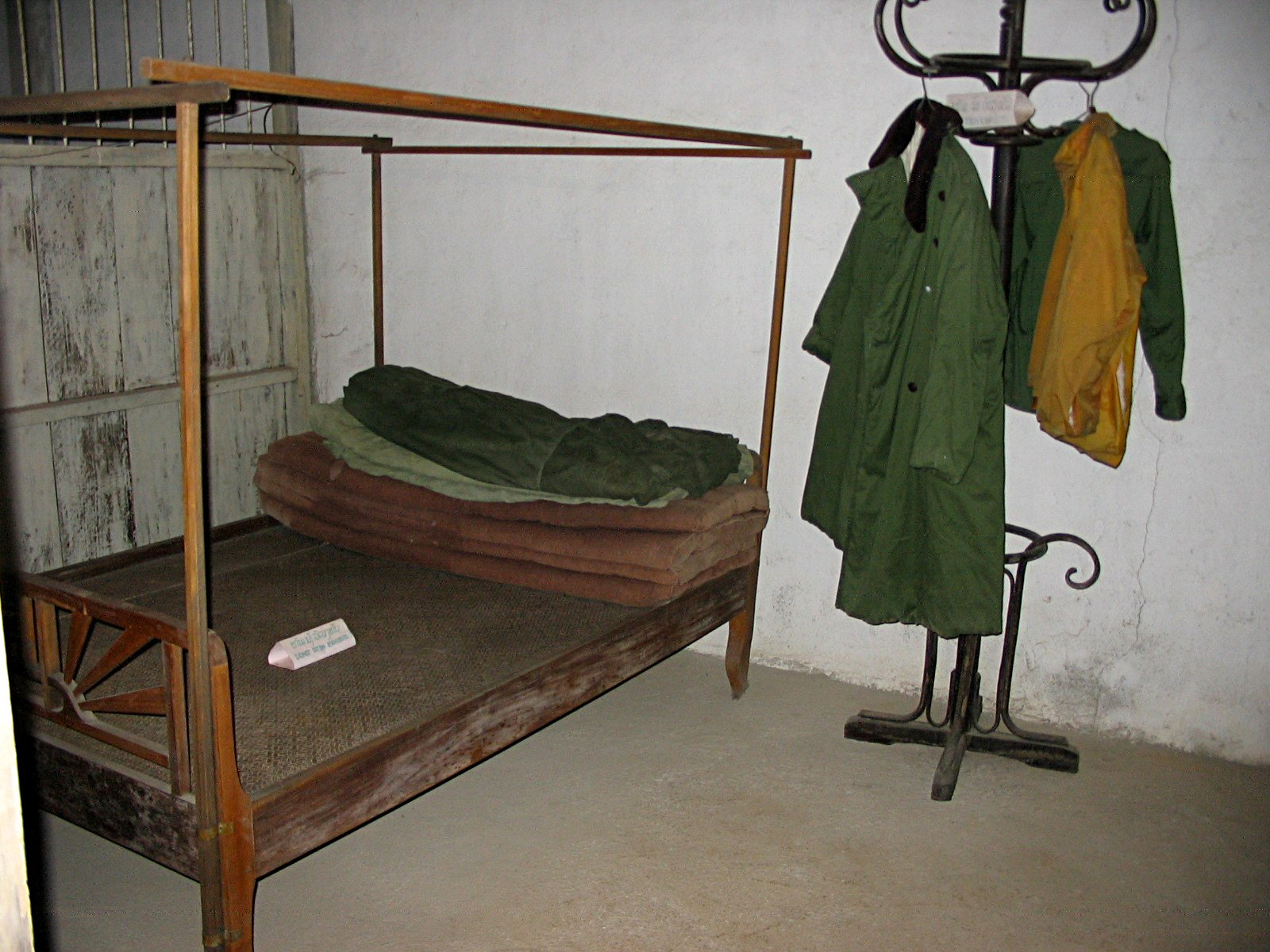
In den Höhlen bei Vieng Xai fand die Widerstandsbewegung des Pathet Lao Zuflucht vor den US-Bombardierungen. Hier das Bett von Kaysome Phomvihane

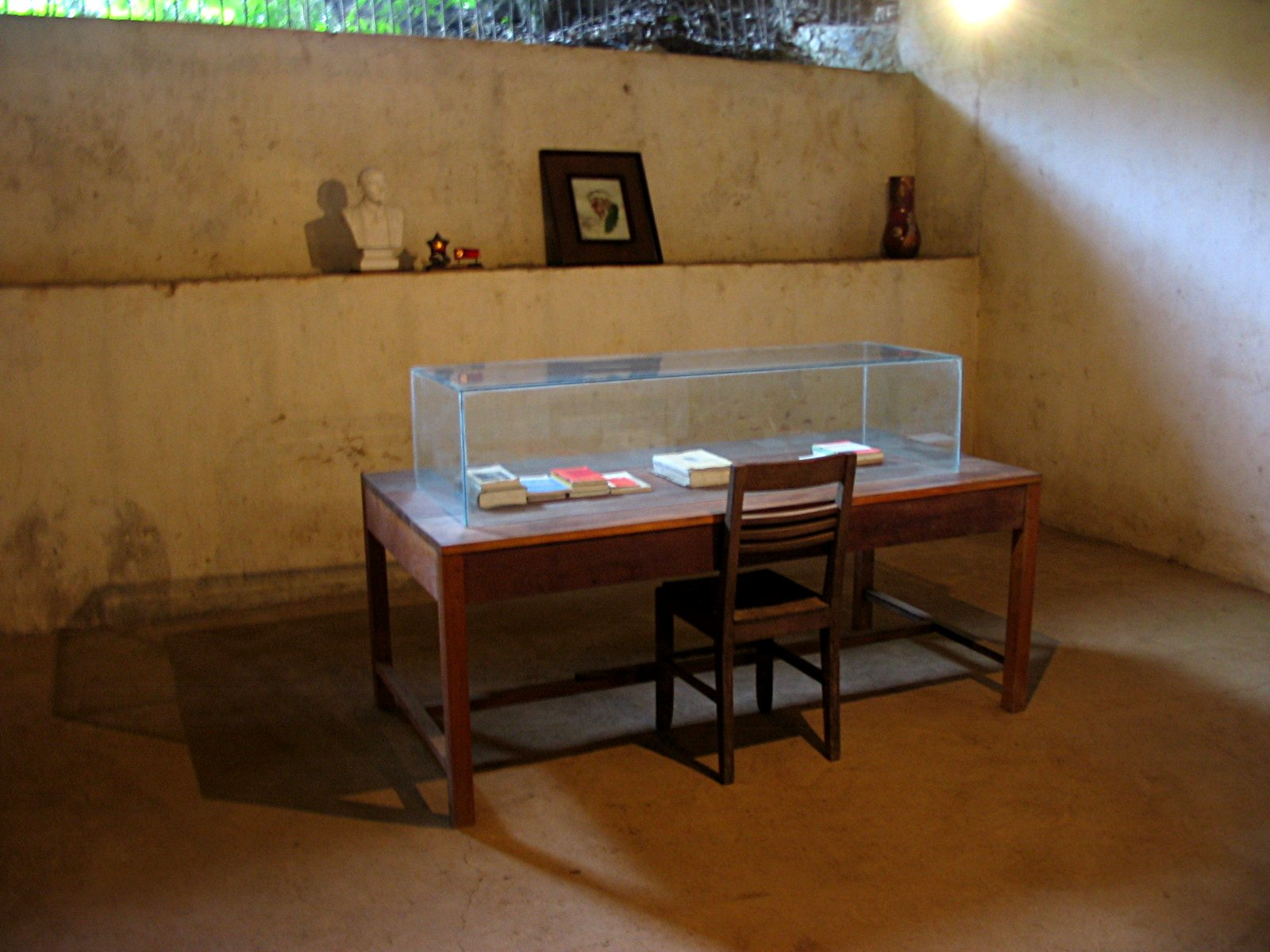
Büro von Kaysone Phomvihane in den Höhlen von Vieng Xai

Kaysone Phomvihane (laotisch ໄກສອນ ພົມວິຫານ [kàjsɔ̌ːn pʰómʋīhǎːn]; * 13. Dezember 1920 in Na Seng, Provinz Savannakhet, Laos, als Nguyen Cai Song; † 21. November 1992 in Vientiane) war ein laotischer kommunistischer Politiker. Er war von 1955 bis 1991 Generalsekretär, anschließend bis zu seinem Tod Vorsitzender der Laotischen Revolutionären Volkspartei (LRVP). Von der Machtübernahme der Kommunisten 1975 bis 1991 war er Premierminister, danach bis zu seinem Tod Präsident der Demokratischen Volksrepublik Laos.

## Leben und Wirken
Kaysones Vater war Vietnamese, seine Mutter Laotin. Sein Geburtsname war Nguyen Cai Song. Als Jugendlicher ging er nach Vietnam. Bereits während des Zweiten Weltkrieges nahm er an Protestaktionen gegen die japanische Besatzungsmacht teil. 1942 begann er ein Jurastudium an der Universität Hanoi. Dort kam er in Kontakt mit der von Ho Chi Minh gegründeten Kommunistischen Partei Indochinas. 1945 wurde er von Ho nach Laos zurückgesandt, um der Bewegung Pathet Lao beizutreten, die den Widerstandskampf gegen die französische Besatzungsmacht führte.
1955 gehörte er zu den Mitgründern der Laotischen Volkspartei (LVP) und wurde auf deren 1. Parteitag am 22. März 1955 zu deren Generalsekretär gewählt. Dieses Amt bekleidete er später als Generalsekretär der LRVP bis zu seinem Tode. 1958 kandidierte er erfolglos für ein Abgeordnetenmandat in der Obersten Volksversammlung. Nach dem Wiederbeginn des Laotischen Bürgerkriegs 1964 bezog er mit der Pathet Lao Höhlen in den Bergen von Nordlaos, wo diese den Bombenteppichen der United States Air Force entkamen.
Nach dem Zusammenbruch einer kurzzeitigen, von der US-Regierung unterstützten Nachkriegsregierung und dem Sturz der 600 Jahre alten Monarchie unter König Savang Vatthana und dessen Premierminister Suvanna Phūmā wurde er am 8. Dezember 1975 als Vorsitzender des Ministerrates erster Regierungschef der neuen Demokratischen Volksrepublik Laos. Seine Regierung verbrachte den König sowie Königin Khamphoui in ein Internierungslager, in dem diese später vermutlich ums Leben kamen. In den nächsten Jahren verfolgte er die Politik eines engen Bündnisses mit Vietnam sowie einer außenpolitischen Isolierung von westlichen Einflüssen.
Nach dem Ende des Kalten Krieges und dem Zusammenbruch der kommunistischen Staaten suchte er neue Unterstützung, indem er 1989 den ehemaligen Besatzungsmächten Japan und Frankreich Staatsbesuche abstattete.
Nach der Verabschiedung der neuen Verfassung am 14. August 1991 wurde er am folgenden Tag 3. Staatspräsident als Nachfolger von Phoumi Vongvichit, der seit 1986 für Präsident Souphanouvong die Amtsgeschäfte führte. Nachfolger als Premierminister wurde am 15. August 1991 Khamtay Siphandone.
In seiner neuen Funktion hob er einige Regierungskontrollen auf und sah für Dezember 1992 Wahlen zur Obersten Volksversammlung vor. Zugleich ordnete er im Rahmen einer Amnestie die Freilassung der meisten politischen Gefangenen an, darunter auch der Offiziere der prowestlichen Regierung, die seit 1975 in Internierungslagern waren. Des Weiteren folgte eine Verringerung der Beziehungen zu Vietnam durch die Aufnahme stärkerer Verbindungen zur Volksrepublik China.
Noch vor der Durchführung der angekündigten Wahlen starb er am 21. November 1992. Nachfolger als Präsident wurde Nouhak Phoumsavanh, während neuer Generalsekretär der LRVP ebenfalls Khamtay Siphandone wurde.